# Алтаево
Алтаево (баш. Алтайыу) — деревня в Бураевском районе Башкортостана, входит в состав Кузбаевского сельсовета.

## Географическое положение
Расстояние до:
- районного центра (Бураево): 16 км,
- центра сельсовета (Кузбаево): 4 км,
- ближайшей ж/д станции (Янаул): 60 км.

## Население
| 2002 | 2009 | 2010 |
| ---- | ---- | ---- |
| 375  | ↘333 | ↘261 |

Согласно переписи 2002 года, преобладающая национальность — удмурты (94 %).

## Известные уроженцы
- Бадретдинов, Ульфат Шайхутдинович (род. 1957) — удмуртский прозаик, журналист.